# Tadeusz Wituski
Tadeusz Wituski (ur. 1911 w Poznaniu, zm. 14 czerwca 1994 w Warszawie) – polski 
pianista i pedagog.

## Życiorys
Pochodził z Poznania, gdzie ukończył gimnazjum w 1931, a następnie klasę fortepianu w Wielkopolskiej Szkole Muzycznej. Po uzyskaniu tytułu wirtuozerskiego od 1935 pracował jako nauczyciel w swojej rodzimej szkole. Do wybuchu wojny dawał koncerty w poznańskiej Auli Uniwersyteckiej oraz tamtejszej rozgłośni Polskiego Radia. Wziął udział w ok. stu występach szkolnych organizowanych dla młodzieży gimnazjalnej na terenie ówczesnych województw: poznańskiego i pomorskiego.
Podczas okupacji niemieckiej został wysiedlony z Poznania i na pewien czas osiadł na wsi w okolicach Ostrowca Świętokrzyskiego, a następnie już na stałe w Warszawie. Nadal koncertował, głównie w prywatnych mieszkaniach. Kształcił się także pod kierunkiem prof. Zbigniewa Drzewieckiego. Sam również udzielał lekcji gry na fortepianie, m.in. przyszłemu kompozytorowi – Tadeuszowi Bairdowi.
Po zakończeniu wojny podróżował, jeździł po kraju z recitalami, głównie muzyki chopinowskiej. Koncertował m.in. w Filharmonii Śląskiej, Pomorskim Domu Sztuki w Bydgoszczy oraz w Auli Uniwersytetu Poznańskiego. W 1946 zagrał przed warszawską publicznością w sali Roma, za co zebrał wiele pochlebnych opinii w prasie. 
Wznowił też współpracę z Polskim Radiem, która zaowocowała nadawanymi przez rozgłośnię warszawską jego niedzielnymi recitalami muzyki Chopina.
Jako pedagog Wituski w 1947 podjął pracę w Wydziale Nauczycielskim Państwowej Wyższej Szkoły Muzycznej w Warszawie, gdzie pracował kolejno jako zastępca profesora i starszy wykładowca. Współpracował także z Zakładem Wychowania Muzycznego Wyższej Szkoły Pedagogicznej w Olsztynie.
Zmarł w Warszawie 14 czerwca 1994.

## Odznaczenia
- Krzyż Kawalerski Orderu Odrodzenia Polski
- Złoty Krzyż Zasługi
- Odznaka Zasłużonego Działacza Kultury